# Pedro de Zúñiga y de la Cueva
Pedro de Zúñiga y de la Cueva, 1. Marqués de Flores Dávila, 5. Herr von Flores Dávila, auch Pedro de Zúñiga Palomeque y Cabeza de Vaca genannt (* um 1560 in Flores de Ávila, Provinz Ávila; † 21. Oktober 1631), war ein spanischer Adliger und von 1605 bis 1609 und 1612 Botschafter von Philipp III. von Spanien bei Jakob I. von England.

## Leben
Sein Vater war der vierte Herr von Flores Dávila, Diego de Zúñiga Palomeque y Nieto de Benavides (1525–1577).
1583 war Pedro de Zúñiga y de la Cueva Befehlshaber von Almendralejo, 1605 Befehlshaber von Bienservida und 1609 von Corral de Almaguer. Pedro de Zúñiga y de la Cueva war von 1605 bis 1609 sowie erneut 1612 spanischer Botschafter in England. In dieser Funktion berichtete er aus London über die englische Besiedlung von Virginia und empfahl ein Einschreiten Spaniens dagegen. Er war Ritter des Santiagoordens und Berater von Philipp III. von Spanien, der ihm am 11. April 1612 den Titel Marqués de Flores Dávila verlieh.
Da seine Ehe mit Juana de Mendoza y Bazán, Tochter des 5. Grafen von Coruña, kinderlos war als er starb, wurde seine Schwester Catalina II. Marquesa de Flores Dávila, Catalina de Zúñiga Palomeque y Cabeza de Vaca.